# Contea di Franklin (Kansas)
La contea di Franklin, in inglese Franklin County, è una contea dello Stato del Kansas, negli Stati Uniti. La popolazione al censimento del 2000 era di 24 784 abitanti. Il capoluogo di contea è Ottawa. Il nome le è stato dato in onore a Benjamin Franklin, famoso giornalista, diplomatico e inventore statunitense.

## Geografia fisica
La contea si trova nella parte centro-orientale del Kansas. L'U.S. Census Bureau certifica che l'estensione della contea è di 1494 km², di cui 1486 km² composti da terra e i rimanenti 8 km² composti di acqua.

### Contee confinanti
- Contea di Douglas (Kansas) - nord
- Contea di Johnson (Kansas) - nord-est
- Contea di Miami (Kansas) - est
- Contea di Linn (Kansas) - sud-est
- Contea di Anderson (Kansas) - sud
- Contea di Coffey (Kansas) - sud-ovest
- Contea di Osage (Kansas) - ovest

### Principali strade ed autostrade
- Interstate 35
- U.S. Highway 50
- U.S. Highway 59
- Kansas Highway 68

## Storia
La Contea di Franklin venne costituita nel 1855.

## Città e paesi
- Ottawa
- Wellsville
- Pomona
- Richmond
- Williamsburg
- Princeton
- Lane
- Rantoul